# Apocalypse Peaks
Die Apocalypse Peaks sind eine Gruppe von Berggipfeln, die östlich der Willett Range zwischen dem Barwick Valley und dem Balham Valley im antarktischen Viktorialand aufragen. Höchster Gipfel der Gruppe ist mit 2360 m Mount Dragovan.
Teilnehmer einer von 1958 bis 1959 durchgeführten Kampagne im Rahmen der neuseeländischen Victoria University’s Antarctic Expeditions benannten sie so, weil Geröllhänge zwischen den einzelnen Gipfeln sie wie die Apokalyptischen Reiter erscheinen lassen.

## Weblinks

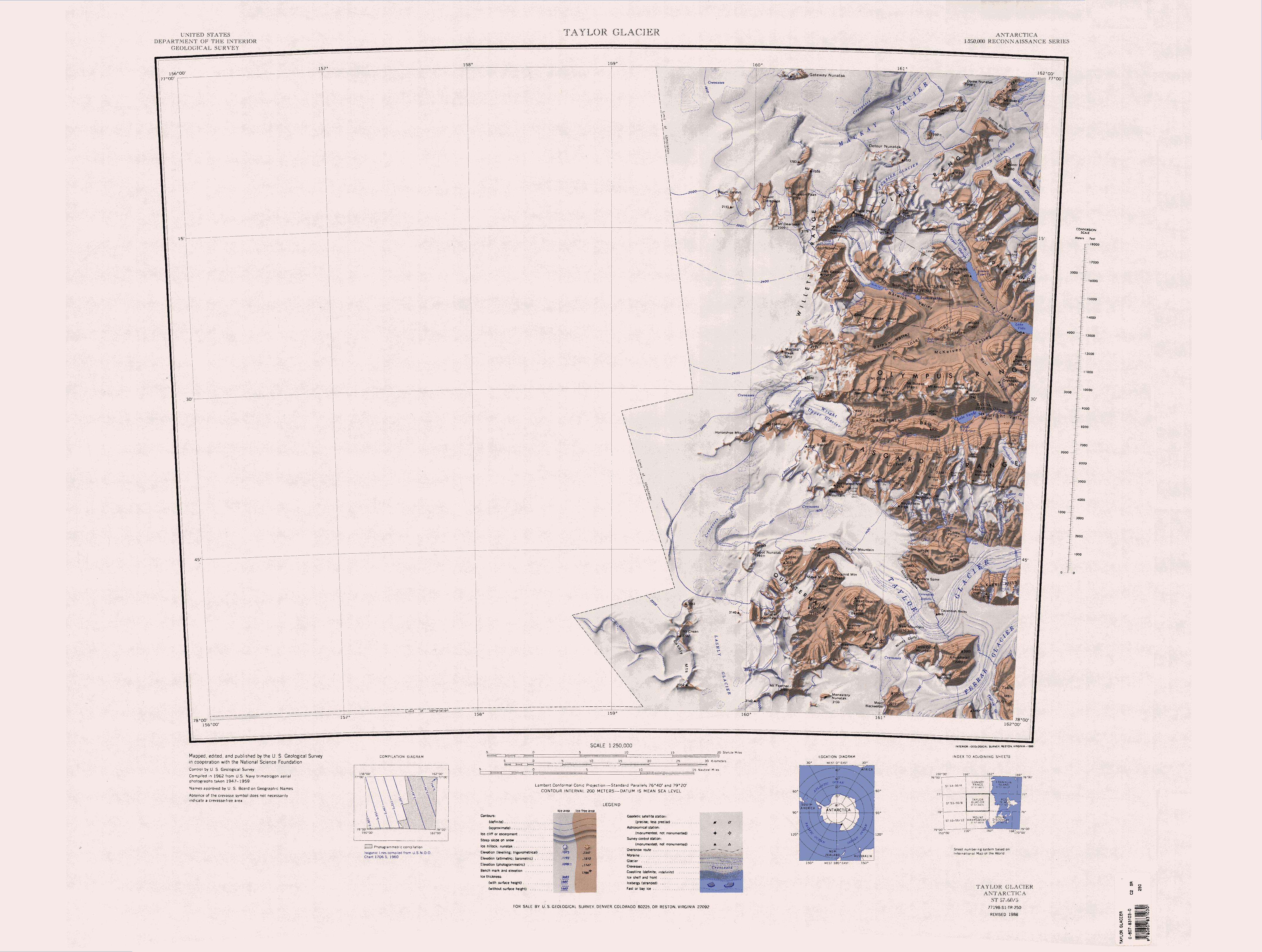
Karte des Westteils der Antarktischen Trockentäler von 1962 (Neuauflage 1988), Apocalypse Peaks im Nordwesten des eisfreien Gebiets